# Bárbara Mori
Bárbara Mori Ochoa (Montevideo, Urugvaj, 2. veljače 1978.) je meksička glumica i manekenka.

## Filmovi
- Kites (2009.)
- Violanchelo (2008.) kao Consuelo
- Robots (2005.) kao Cappy
- La mujer de mi hermano (Žena mog brata) (2005.) kao Zoe
- Pretendiendo (2005.) kao Helena/Amanda
- Inspiración (2000.)

## Telenovele
- Rubi (2004.) kao Rubí Perez de Ferrer/Fernanda Rivera Perez
- Amor descarado  (Neiskrena ljubav) (2003.) kao Fernanda
- Mirada de mujer: El regreso (2003.)
- Súbete a mi moto (2002.) kao Nelly
- Amor es... querer con alevosía  (2001.) kao Carolina
- Me muero por tí (1999.)
- Azul Tequila  (1998.) kao Azul
- Mirada de mujer (Pogled žene) (1998.)  kao Mónica San Millán
- Al norte del corazón (1997.)